# Pradillo
Pradillo è un comune spagnolo di 77 abitanti situato nella comunità autonoma di La Rioja.